# サラシア属
サラシア属（英:Salacia）は、ニシキギ科に属する植物の属である。

## 概要
サラシア属の植物はつる植物であり、スリランカやインド南部に自生する。

## 利用
サラシア属のいくつかの植物種が、特にインドにおけるアーユルヴェーダで何千年もの間で伝統的な治療で使用されてきた。根皮の化学成分には、サラシノール、コタラノール及びそれらの配糖体のようなポリフェノールが含まれている。スリランカ産やインド産のS. reticulata（コタラヒムブツ）やS. oblonga（サラシアマルメロ）、タイ産のS. chinensisにもα-グルコシダーゼ阻害作用などの活性が認められる。

## 種
この属には次のような種が含まれる。
- en:Salacia fimbrisepala
- en:Salacia mamba
- en:Salacia miegei
- en:Salacia oblonga
- en:Salacia petenensis
- en:Salacia reticulata